# Brantenbach
Der Brantenbach oder Rennbach (ital.: Rio Vallarsa) ist ein 14 Kilometer langer Bach, der durch das Brantental in Südtirol fließt. Sein Einzugsgebiet umfasst etwa 29 km².

## Verlauf
Quellbäche des Brantenbachs entspringen am Weißhorn in 2120 m Höhe und fließen anschließend über den Regglberg im Gemeindegebiet von Deutschnofen ins tief eingegrabene Brantental. Der Bach erreicht beim Ausgang des Brantentals das Etschtal bzw. Unterland bei Leifers auf rund 230 m. Er nimmt etwas südlich der Stadt, bereits knapp hinter der Gemeindegrenze zu Branzoll, den Landgraben auf, um wenige Meter weiter auf den Leiferer Graben zu treffen, mit dem er fortan als Branzoller Graben weiterfließt. Die biologische Gewässerqualität gilt seit dem Bau der Kläranlage von Deutschnofen Anfang der 1990er als sehr gut. 2022 wurde bei Schwabmühl eine Rückhalte- und Sperrmauer errichtet, um Hochwasserereignissen vorzubeugen.